# Кляйне-Лабер
Кляйне-Лабер (нем. Kleine Laber) — река в Германии, правый приток Гросе-Лабера. Речной индекс 1568. Протекает по Нижней Баварии (земля Бавария).
Образуется в окрестностях Пфеффенхаузена (район Ландсхут, Бавария). Впадает в Гросе-Лабер в окрестностях Аттинга (район Штраубинг-Боген).
Длина реки 64,89 км, площадь бассейна 432,52 км². Высота истока 472 м. Высота устья 317 м.